# 内斯佩雷拉 (洛萨达)
内斯佩雷拉是葡萄牙波尔图区的一个堂区。总面积2.62平方公里，总人口1793人，人口密度684.4人/平方公里。